# Domaine de Certes
Le domaine de Certes et Graveyron est espace naturel protégé sur les communes d'Audenge et de Lanton, à l'est du bassin d'Arcachon, dans les Landes de Gascogne.

## Présentation
Le domaine décomposé en 2 sites historiquement différents CERTES et GRAVEYRON érigé au cours de la seconde moitié du XVIIIe siècle par le marquis de Civrac, captal de Certes pour accroître sa seigneurie et développer des productions agricoles. GRAVEYRON est rapidement vendu au Marquis d'Arcambal qui y développe une pêcherie alors que Civrac crée la plus grande saliculture du Bassin d'Arcachon. La construction de digues d'argile transforment alors les prés salés de l'île de Branne domaine endigué protégé du battement des marées. Ces travaux considérables ont nécessité le déplacement de deux millions de tonnes de terre.
La production de sel atteint mille tonnes par an dès les premières années. Le domaine, exempté de taxes, est rapidement rentable. Cependant, la pression des producteurs de sel de Charente conduit à l'introduction des taxes. Le marquis meurt ruiné en 1773.
Ernest Valeton de Boissière hérite du domaine de CERTES et le transforme en exploitation piscicole. Il était l'ami de Jacques Duvigneau dit Chéri (1833-1902), conseiller général du canton d'Audenge (1871-1892), puis président du Conseil général de la Gironde (1893-1901), et enfin député de la Gironde (1892-1898).
Le domaine de CERTES appartient au Conservatoire du littoral depuis 1984, GRAVEYRON a quant à lui été acquis en 1998. Le domaine est et a été classé « espace naturel sensible » et est géré par le Conseil général de la Gironde depuis 1991, il couvre 540 hectares dont 200 hectares en eau. Il est principalement constitué de bassins saumâtres, de prairies humides, de boisements de feuillus et de résineux, de petitrs cours d'eau et de roselières. 
Le château, reconstruit vers 1840 par Ernest Valeton de Boissière et partiellement restauré en 2004, est inscrit ainsi que son parc à l'inventaire supplémentaire des monuments historiques. Ravagé par un incendie en 2010, il est en cours de restauration et son usage futur sera un jour dévoilé au public lorsque les financements le permettront.
Les bâtiments d'exploitation et les dépendances sont occupés par l'équipe technique du département chargée de la gestion écologique du site et de l'accueil des publics et de l'éducation à l'environnement, par le Conservatoire botanique national sud-atlantique, le centre de soins de la faune sauvage de la Ligue pour la protection des oiseaux (délégation Aquitaine), un centre de conservation et d’études archéologiques littorales de la DRAC et par un éveleur bovins et ovins contribuant à la gestion des paysages ouverts. 
La visite du domaine et de son réseau de bassins est libre sur le sentier littoral avec plus de 19 km accessibles. Le Conseil Départemental assure toute l'année l'accueil du public et la découverte du site par le biais de programmes de découvertes très variés et totalement gratuits.

## Galerie

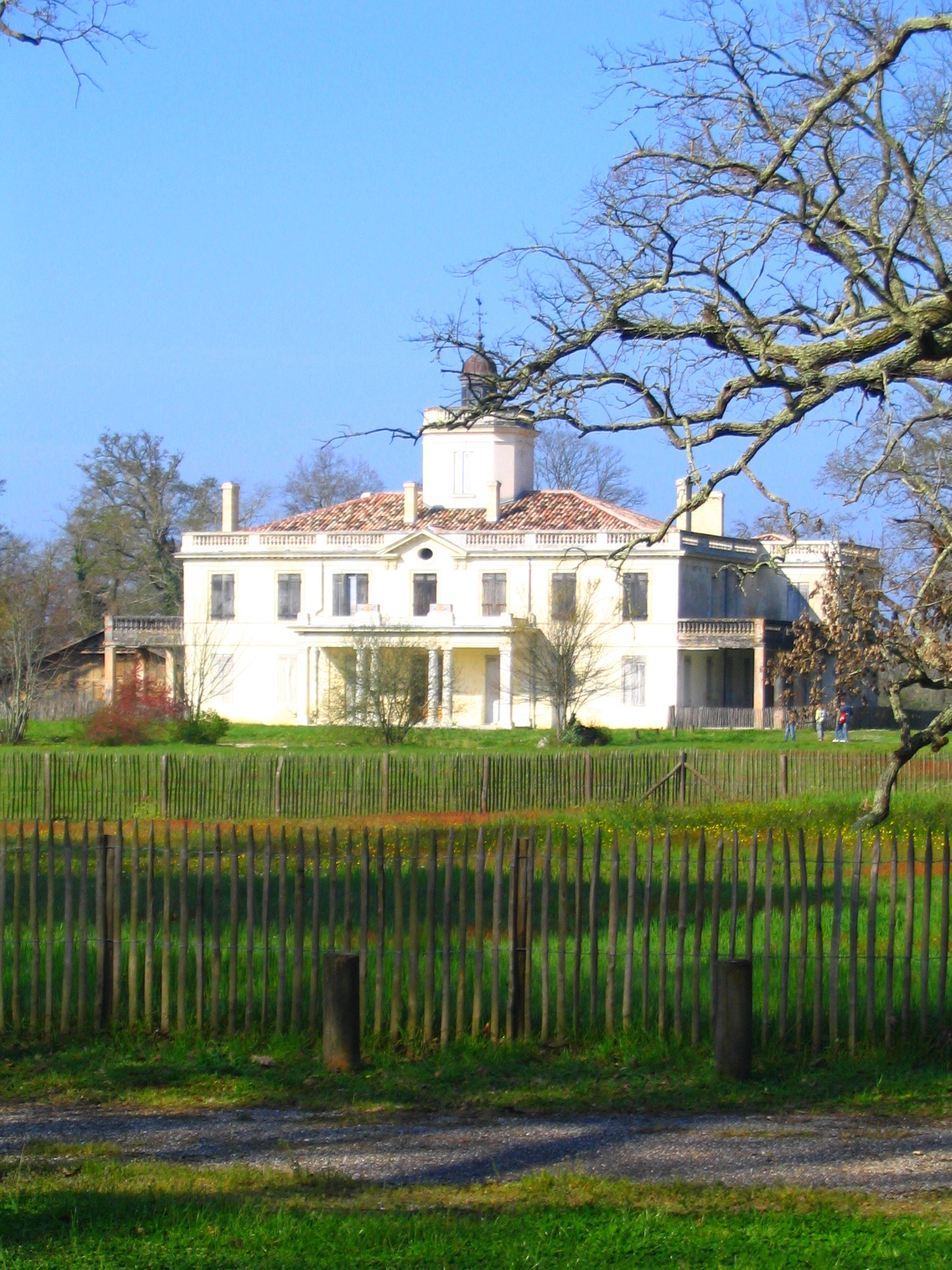
Château de Certes (XIXe siècle).
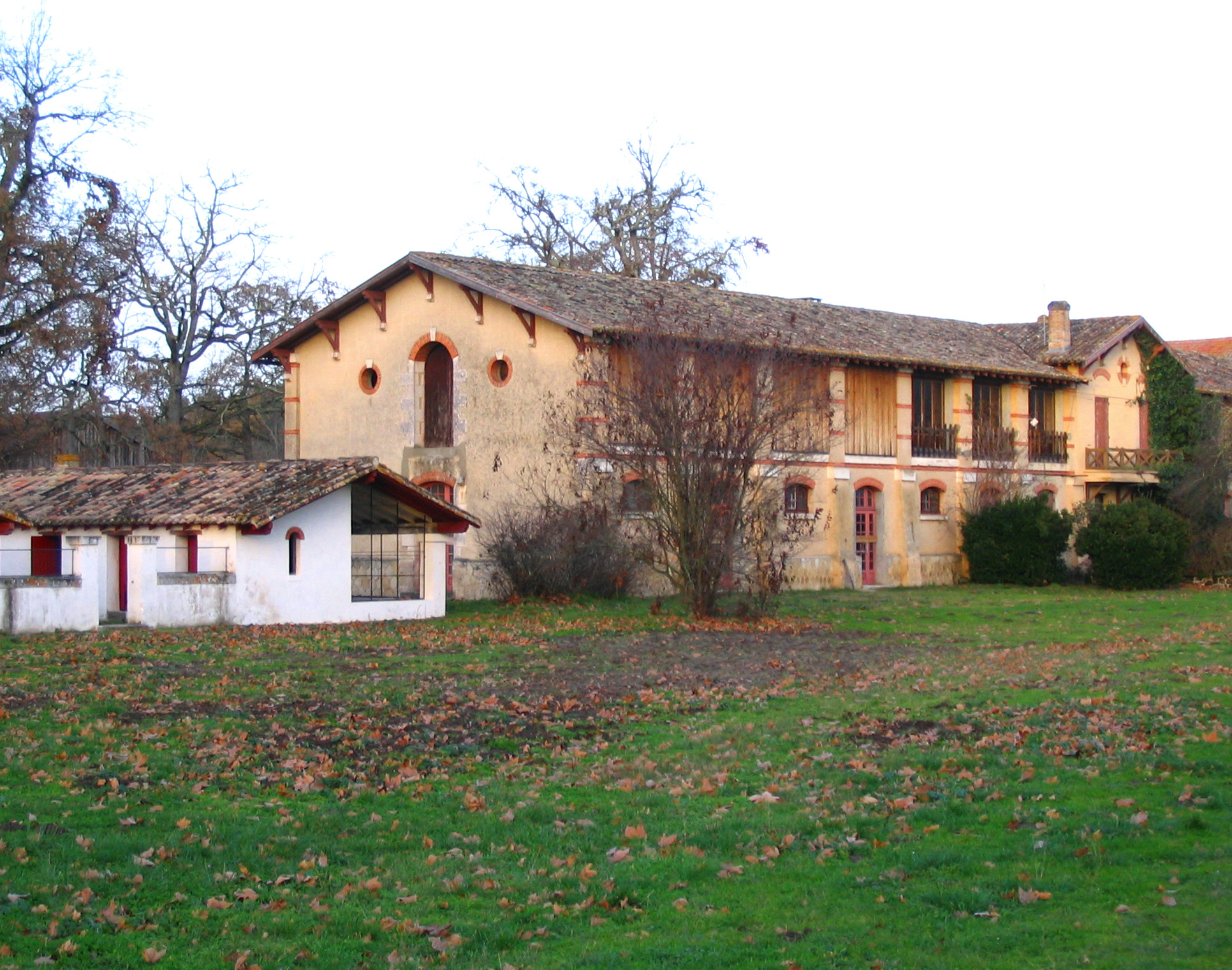
Dépendances du Château de Certes.
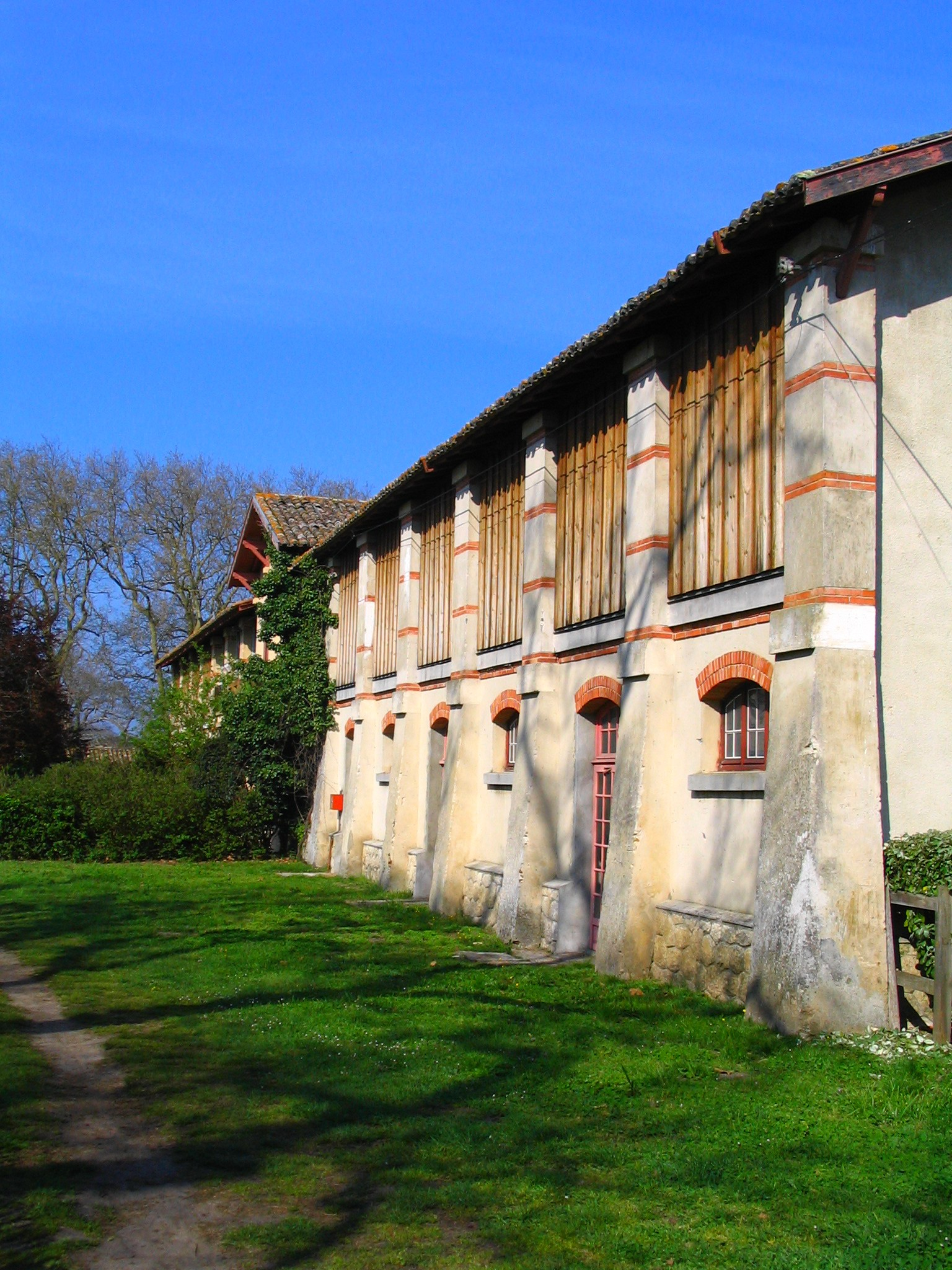
Dépendances du Château de Certes (autre vue).
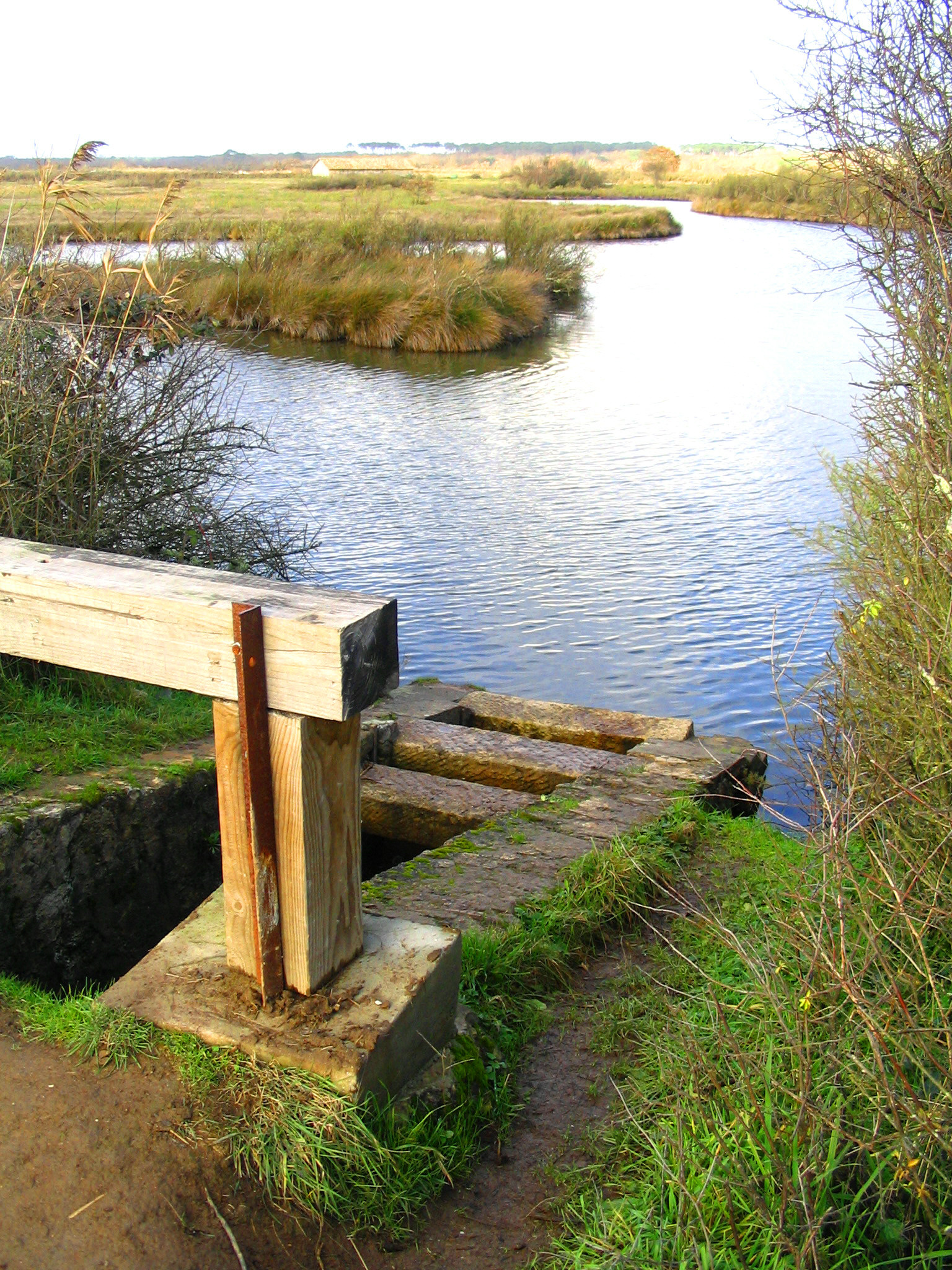
Bassins et écluse-vanne de l'exploitation piscicole du Domaine de Certes.
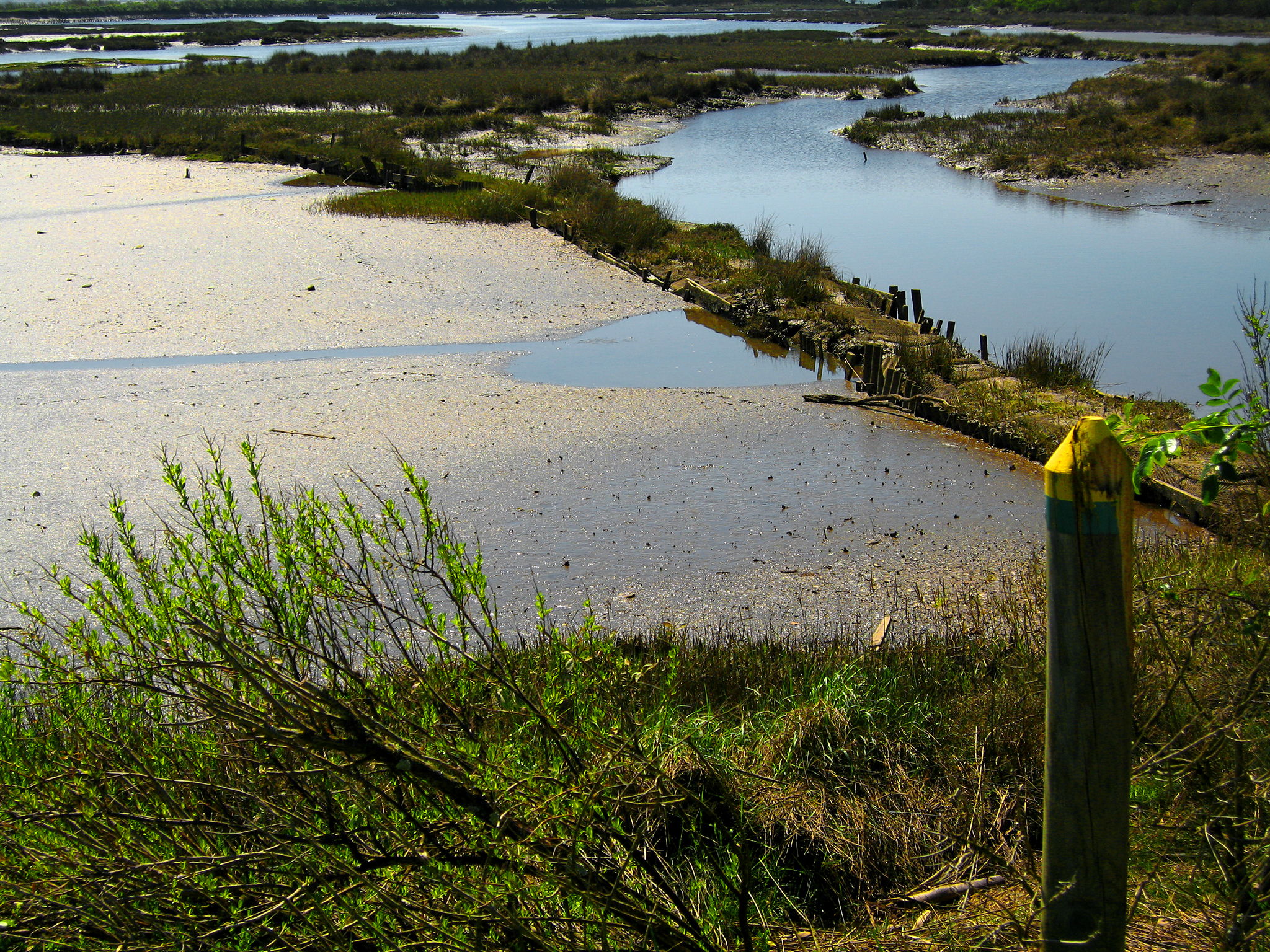
Bassins et prairies humides.
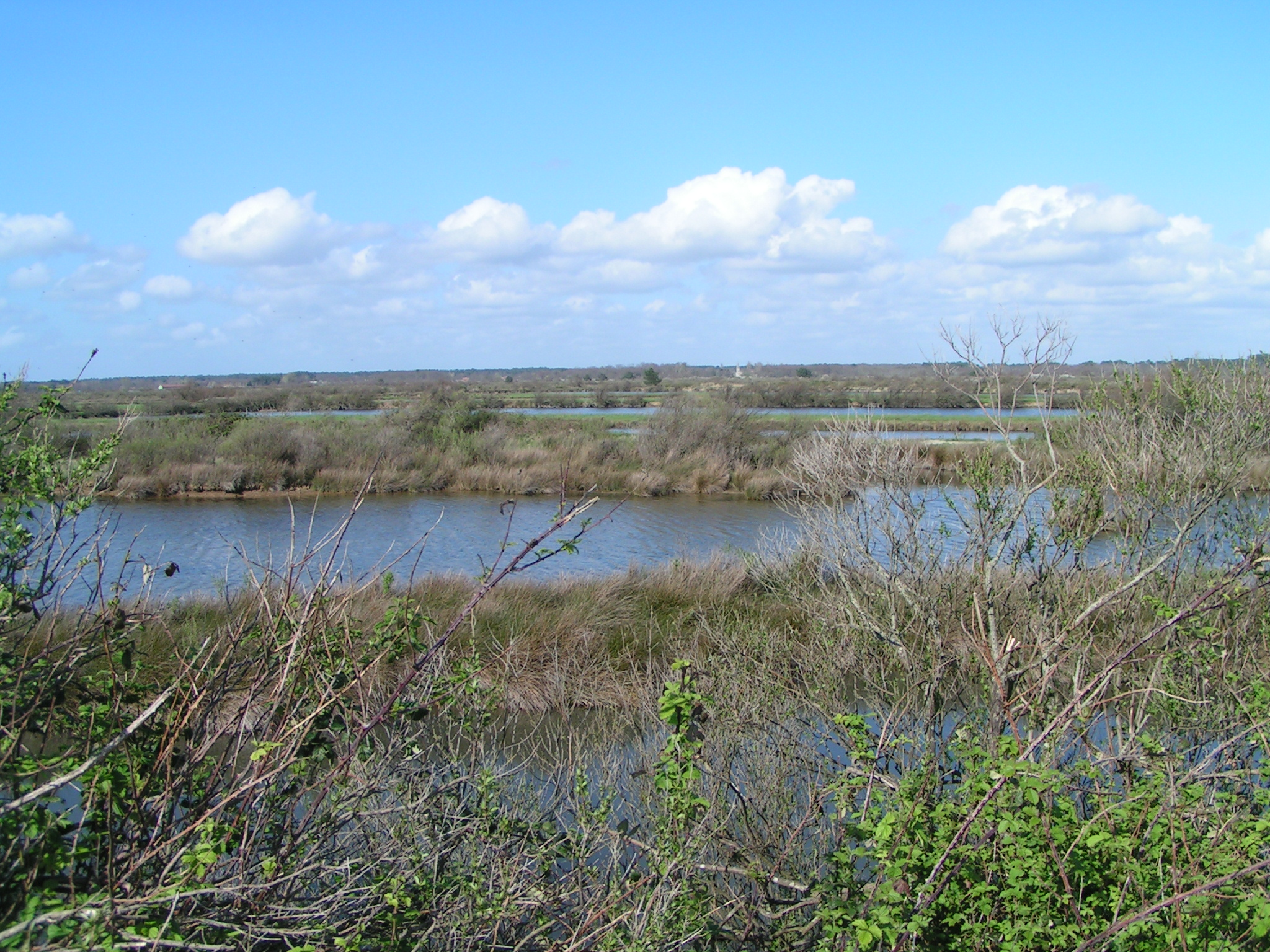
Le marais.
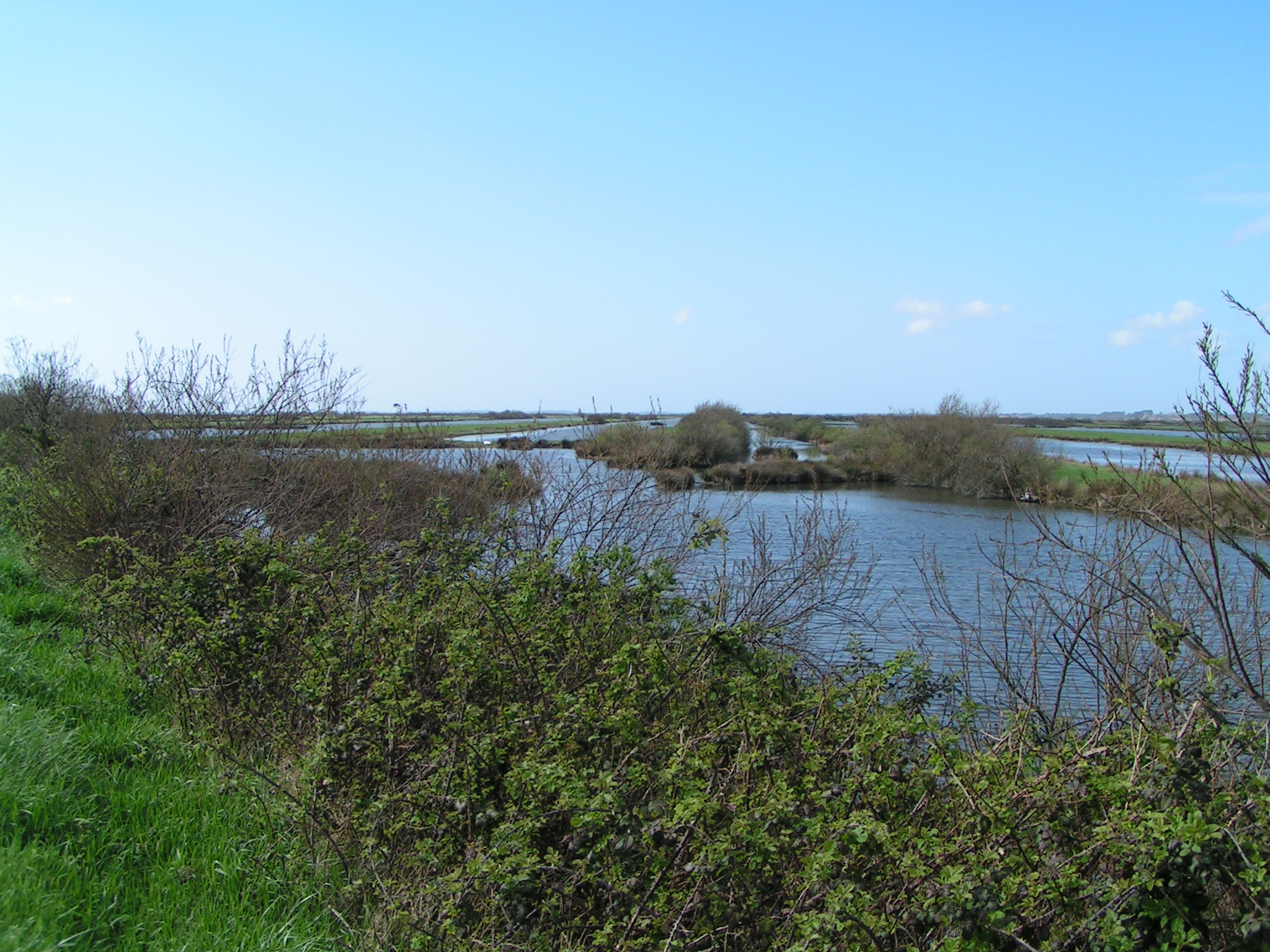
Le marais (autre vue).